# Conquête turco-égyptienne du Soudan (1820–1824)
La conquête turco- égyptienne du Soudan est une action militaire qui s'est déroulée au Soudan de 1820 à 1824, sous l'égide de l'Empire ottoman.
Une expédition d'environ 10 000 hommes part d'Égypte    et  en remontant le Nil avec une aide locale, parcourt 1 500 km remontant jusqu'aux frontières de l'Éthiopie, donnant à l'Égypte un empire aussi vaste que l'Europe occidentale. 
La conquête est la première du genre utilisant des explosifs pour se frayer un chemin jusqu'au Nil; une petite force avec une formation moderne, des armes à feu et de l'artillerie en infériorité numérique battant des forces beaucoup plus importantes en Afrique.  Avec les campagnes et les expéditions qui l'ont suivie, la conquête a établi à peu près les frontières post-indépendance du Soudan.  Les forces d'invasion ont  établi leur quartier général à Khartoum en mai 1821, date à partir de laquelle la ville s'est  développée pour devenir la capitale du Soudan. 

## Raisons de la conquête

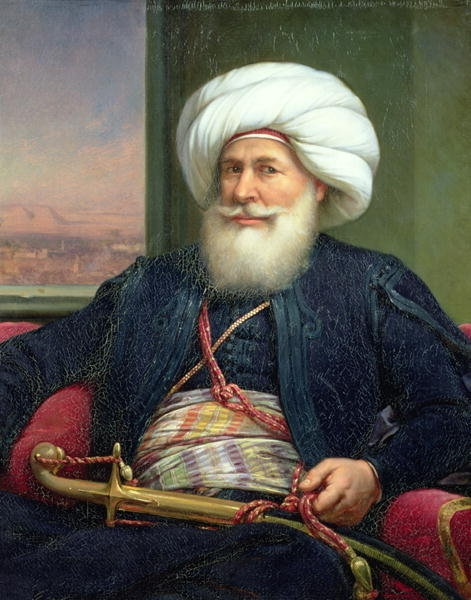
Un portrait de Muhammad Ali de 1841

Muhammad Ali, le Khédive d'Égypte, voulait un approvisionnement important et régulier d'esclaves pour former une armée moderne pour qu'il puisse la déployer dans d'autres parties de son empire, afin de poursuivre ses  ambitions territoriales. Une armée d'esclaves soudanais lui permettrait de se passer des troupes mutines albanaises et turques sur lesquelles il s'appuyait jusque-là.   Après la conquête, Muhammad Ali exhorte ses commandants au Soudan de rassembler et d'envoyer autant d'esclaves que possible dans les camps d'entraînement d'Assouan. Ceux qui s'avèrent inaptes au service militaire sont mis au travail dans ses projets agricoles et industriels. 
Lorsque Muhammad Ali extermine en 1811 les Mamelouks en Égypte , une partie d'entre eux fuit vers le sud au Soudan et s'établit à Dongola.  Bien qu'ils ne représentent pas de menace immédiate, il n'est pas rare qu'une faction vaincue dans les luttes de pouvoir égyptiennes fuie en amont, attendant l'opportunité de redescendre sur Le Caire. En 1812, Muhammad Ali envoie une ambassade au sultanat Funj du Sennar pour demander de chasser les Mamelouks de Dongola, mais ni les dirigeants Funj, ni la régence Hamaj n'ont les ressources militaires pour le faire. 
Muhammad Ali pensait que le Soudan contenait de riches filons d'or  .

## Invasion de la Nubie

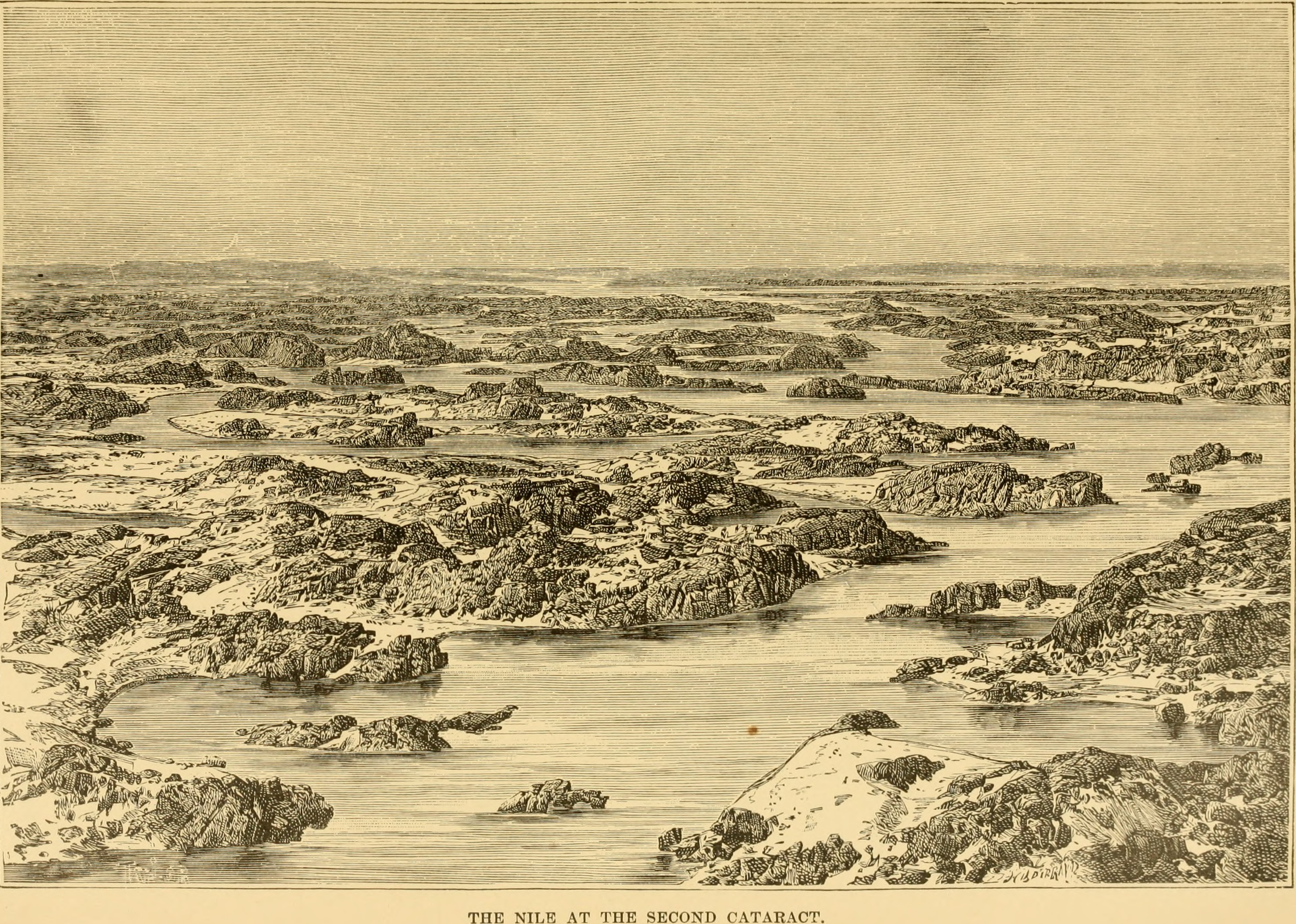
La deuxième cataracte du Nil, illustrée en 1886, après que les forces d'Ismail l'ont rendu navigable

La force d'invasion d'environ 4 000 hommes quitte le Caire en juillet 1820.  Elle est composée de Turcs, d'Albanais et d'autres troupes de langue turque, ainsi que de  forces tribales bédouines.    Le commandement des troupes est assuré par le troisième fils de Muhammad Ali, Ismail Kamil Pasha, 25 ans, qui a rejoint son armée à Assouan le 20 juillet.  Le commandant en second est un officier albanais du nom de Abidin Bey. 
Le soutien des chameaux est assuré par des membres de la tribu Ababda qui connaissent les régions frontalières. Les Ababda prélèvent traditionnellement un péage sur les caravanes d'or et d'esclaves approchant l'Égypte depuis le Soudan  et en échange de leur soutien lors de l'invasion, le gouvernement égyptien confirme leur contrôle de la route, leur permettant de facturer un péage de 10% sur toutes les marchandises passant par leur terre. 
Le moment de l'invasion est dicté par l'inondation du Nil, car les Égyptiens prévoient de faire naviguer des navires de ravitaillement au-dessus des cataractes du Nil et la saison où le fleuve est suffisamment haut pour le permettre est limitée. Les forces d'Ismail utilisent des explosifs pour ouvrir une voie navigable à travers la deuxième cataracte afin que ses navires puissent passer au sud.  Au fur et à mesure que l'armée avance, elle reçoit la soumission du kashif de la Basse-Nubie, alors soumise à la domination ottomane et lorsqu'ils passent la deuxième cataracte, celle du souverain de Say. Les habitants de Say sont des descendants de soldats bosniaques  décrits comme «blancs comme les Arabes de la Basse-Égypte». À Dongola certains des Mamelouks se sont soumis et d'autres ont fui en amont pour se réfugier chez Mek Nimr de Shendi. 

## Défaite de la Shayqiyya
La principale opposition militaire aux Égyptiens vient de la confédération Shayqiyya, qui a été vaincue le 4 novembre à la bataille de Korti .  A la tête des forces Shayqiyya se trouvait une jeune fille, Mihera Bint Abboud, sur un chameau richement décoré, qui donna le signal d'attaquer. Il s'agit probablement d'une tradition issue des exploits légendaires de Azila  guerrière du XVIIe siècle , célèbre pour ses talents martiaux et pour être au cœur de chaque combat.  Le clan Shayqiyya a combattu avec des épées et des lances, dédaignant l'utilisation d'armes à feu.  L'assaut  de la cavalerie Shayqiyya a été stoppé net par les armes à feu égyptiennes; ils se sont retirés avec la perte d'une cinquantaine de Shayqiyya et la mort de 600 à 800 auxiliaires nubiens.
Après la bataille, Ismail promet à ses soldats une récompense de 50 piastres pour chaque paire d'oreilles ennemies apportée. Cela a conduit à de la sauvagerie et à la mutilation de civils, car les troupes égyptiennes, après avoir mutilé les morts Shayqiyya, se sont répandues dans les villages et ont coupé les oreilles de tous.  Incapable de contrôler ses troupes, Ismail réussiy à sauver 600 femmes sans oreilles de nouveaux outrages en les mettant en sécurité sur une île du Nil.
Après cette défaite, les Shayqiyya se sont retirés à Jebel Daiqa à travers le Nil poursuivis en bateau par Ismail. Comme les Shayqiyya avaient perdu une grande partie de leur cavalerie, ils ont  enrôlé des fantassins paysans qui ont été bénis par des saints hommes qui les ont couverts de poussière, leur promettant que cela les protégerait contre les balles. Le 2 décembre, les Shayqiyya chargent à nouveau la ligne égyptienne. Entre-temps, Ismail avait pu faire monter son artillerie, qui a anéanti les forces des Shayqiyya.  Une fois encore, des massacres ont suivi la victoire égyptienne. 
Après cette victoire, Ismail Pacha  pousse vers le sud, envoyant un escadron de bateaux  en amont avec une escorte le long de la berge. Ils atteignent Berber le 5 mars, qui se soumet sans combattre. Ismail prend le gros de ses forces lors d'une marche à travers le désert de Bayouda le 21 février 1821 et atteint sept jours plus tard le Nil à al-Buqayr, au sud d'Ad-Damir. Après quelques négociations, la majorité des ethnies se soumettent. Les dirigeants locaux qui ont résisté aux Égyptiens ont conclu des accords. La cavalerie restante de Shayqiyyah  s'est enrôlée dans les forces d'Ismail Pacha  et les Ja'alin ont rejoint Mek Nimr de Shendi.  

## Soumission du Sennar

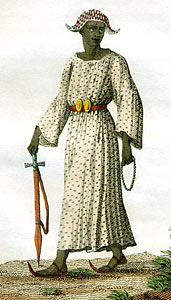
Roi provincial de Fazogli

L'armée d'Ismail  traverse le Nil Blanc dans la Jezirah. Neuf petits bateaux égyptiens ont franchi la troisième cataracte, les autres étant piégés en amont par les inondations annuelles et la baisse du niveau de l'eau. Le transport des hommes et des fournitures à travers le fleuve dure du 20 mai au 1er juin 1821. Les chevaux et les chameaux traversent à la nage ou en flottant avec des outres gonflées ans  aucune force d'opposition  du sultanat de Sennar, qui fait face  à des troubles internes. Le dernier sultan Funj, Badi VIIe, se rend à Ismail Pacha le 12 juin et le lendemain, sans combat, les Égyptiens occupent le Sennar .  Utilisant le Sennar comme base, les Égyptiens se déplacent en amont le long du Nil Bleu à la recherche infructueuse de filons d'or en prenant Fazogli et marquant la plus grande étendue de leurs conquêtes dans cette région.   À la fin de 1821, Ismail est rejoint au Sennar par son frère aîné Ibrahim Pacha. Ibrahim est envoyé par leur père afin d'accélérer la conquête du Soudan et livrer un plus grand nombre d'esclaves.
En route vers le sud, Ibrahim organise sur le Nil un relais de navires afin de transporter de manière systématique les esclaves vers le nord ,  mais il tombe  malade et retourne au Caire. La rumeur selon laquelle il aurait été tué dans les montagnes de Fazogli a contribué à déclencher la rébellion qui a éclaté en 1822.  

## Campagne du Kordofan
Une fois que le clan Shayqiyya s'est rendu, Muhammad Ali rassemble une deuxième armée d'environ 3 à 4 000 hommes et une batterie d'artillerie sous la direction de son gendre Muhammad Bey Khusraw, le Defterdar (ministre des Finances), afin de conquérir le sultanat du Darfour. Les forces se rassemblent à Al Dabbah où elles  sont rejointes par des unités de la tribu Kababish qui les escortent vers le sud-ouest à travers le désert de Bayouda jusqu'au nord du Kordofan. Les forces du Darfour commettent l'erreur de ne pas les attaquer dès leur sortie du désert et les ont attendue à Barah   où une force de plus de 9 000 Darfouris est vaincue par la puissance de feu supérieure des Turcs, qui infligent à l'armée du Darfour une perte d'environ 1 500 hommes . Le Defterdar Bey offre une prime pour les oreilles ennemies, dont des sacs sont renvoyés au Caire.  Peu de temps après, les Égyptiens saccagent la capitale du Kordofani Al-Ubayyid.  Le sultan du Darfour envoie des forces fraîches de l'ouest qui sont aussi vaincues. La domination égyptienne dans le nord du Kordofan est désormais acquise, mais le Defterday Bey n'a pas les forces nécessaires pour lancer un assaut décisif soit sur les montagnes Nouba, soit sur le Darfour. Muhammad Ali cherche à prendre le contrôle du Darfour en soutenant un des belligérants dans la guerre civile, mais cette initiative est un échec. 

## Révolte à Shendi et Sennar
Au début de 1822, tout le Soudan fluvial et le Kordofan sont sous contrôle égyptien. Une administration militaire rudimentaire est établie, sous quatre gouverneurs (ma'mūr) ; Ali-din Agha At Dongola, dont le rôle est de protéger les lignes d'approvisionnement vers l'Égypte et qui instaure des impôts à un niveau suffisamment bas afin d'éviter la révolte ; Mahu Bey Urfali (d'origine kurde ) à Berber, suit son exemple et maintient une surveillance sur Shendi et les autres villes au nord de la Jazirah ; Ismail à Sennar et le Defterdar Bey au Kordofan. 
Muhammad Ali exhorte son fils d' utiliser des méthodes plus douces, à agir avec justice et à convaincre le peuple tout en demandant constamment plus d'esclaves. Le secrétaire d'Ismail, Muhammad Said, assisté d'un responsable copte, Hannah Tawīl, et de l'ancien ministre Sennar, l'Arbab Dafa'Allah, conçoit un système selon lequel les impôts sont payés à un taux de quinze dollars par esclave, dix par vache et cinq par mouton ou âne. Ce taux d'imposition équivaut presque à une confiscation. Puisqu'il y a peu de pièces d'or au Soudan, la seule façon des gens de payer ces taxes est de fournir des esclaves. Ce schéma  centralise les activités d'esclavage dans les zones sous domination égyptienne, détruisant de fait les moyens de survie des commerçants et des petits dirigeants qui dépendent économiquement des moyens de capture et d'échange d'esclaves. 
En conséquence, des troubles  éclatent avec des attaques sporadiques contre les troupes égyptiennes. Pour faire face à la situation, Ismail s'éloigne  de Sennar et redescend en aval, d'abord à Wad Madani puis, en octobre ou novembre 1822, à Shendi. Ismail arrive à Shendi et exige que Mek Nimr du Ja'alin lui fournisse 15 000 dollars et 6 000 esclaves dans les trois jours. Vu l'impossibilité matérielle, Nimr proteste  et Ismail le frappe au visage avec sa cravache (ou, selon certains récits, sa longue pipe ottomane).  D'autres chefs interviennent pour désamorcer la confrontation, mais, imprudemment, Ismail passe la nuit dans une maison située sur la rive opposée du Nil par rapport à ses forces. Les Ja'ali bloquent ses forces lors d'une attaque nocturne sur une rive du fleuve, tandis que la maison dans laquelle Ismail dort est incendiée sur l'autre rive. Alors que le bâtiment brûle, Ismail et son entourage sont découpés en morceaux. 
Alors que la nouvelle de la révolte de Shendi se répand, les garnisons égyptiennes de Karari, Halfaya, Khartoum, Al-Aylafun et Al-Kamlin se replient dans les quartiers généraux de Wad Madani. Cependant, une grande partie des territoires nouvellement conquis reste fidèle à l'Égypte , le Dongola, la Nubie, Berber, détenu par Mahu Bey et le Shayqiyya. La révolte se limite aux Ja'alin sous Mek Nimr et à certains éléments du Sennar sous l'Arbab Dafa'Allah et le régent Hamaj Hasan wad Rajab. Muhammad Said  dirige une force de Shayqiyya au sud de Sennar et vainct Hasan et Dafa'Allah à Abu Shawka. 

## Répression de la révolte
Selon la Funj Chronicle, en apprenant la mort d'Ismail, le Defterdar Bey rassemble ses troupes et marche vers l'est du Kordofan vers le Sennar. Il apprend que pendant que Mek Nimr bloque Mahu Bey en Berbère, ses fils et d'autres rebelles sont rassemblés à Metemma. Ils négocient une amnistie, mais lorsqu'un membre de la tribu tente de l'assassiner, il se met dans une grande fureur, se venge dans le sang et se met en marche vers le nord pour soulager Berber. Il bat les Ja'alin, levant le siège de Berber et permettant à Mahu Bey  de le rencontrer à Ad-Damir. Le Defterdar Bey procède à la dévastation sauvage des villes dans la Jazirah.  Pendant des mois, il va et vient d'un endroit à l'autre, réprimant les dissidents, tuant les rebelles et se forgeant une réputation de brutalité qui restera longtemps gravée dans les mémoires. Au total, quelque 30 000 personnes ont été tuées alors qu'il rétablissait l'ordre.  Mek Nimr, cependant, réussit à s'échapper. 
Ces campagnes punitives dans la Djézireh marquent l'établissement définitif de la domination égyptienne au Soudan central. En 1824, son travail terminé, le Defterdar Bey est remplacé par Osman Bey Jarkas al-Birinji en tant que commandant suprême du Soudan, et il retourne au Caire. Osman Bey emmène avec lui le premier contingent de soldats capturés au Soudan et formés à la discipline militaire moderne en Égypte, connus sous le nom de jihadiyya, avec lesquels il maintient un ordre strict dans le pays. Osman Bey est mort en 1825. 

## Esclaves soudanais en Égypte

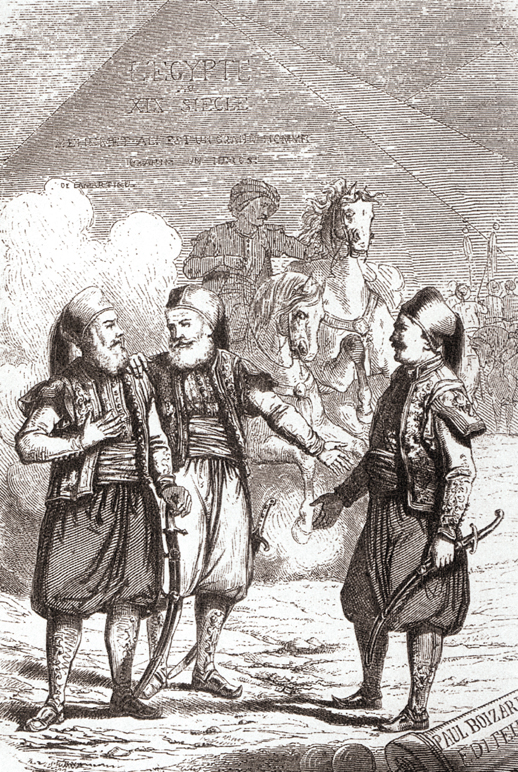
Muhammad Ali d'Égypte avec son fils Ibrahim Pacha et le colonel Sève

Pour préparer l'entraînement de son armée soudanaise d'esclaves, Muhammad Ali envoie un corps de Mamelouks à Assouan où, en 1820, il fait construire de nouvelles casernes . Le chef de l'académie militaire d'Assouan est un officier français qui a servi sous Napoléon, le colonel Octave-Joseph Anthelme Sève, devenu musulman et connu dans l'histoire égyptienne sous le nom de Sulayman Pacha al-Faransawi. Arrivés à Assouan, chaque Soudanais est vacciné et doté d'un gilet calicot, puis instruit à l'islam. Le nombre de Soudanais amenés à Assouan et dans l'autre centre d'entraînement militaire de Muhammad Ali à Manfalut  est inconnu, un grand nombre étant morts en cours de route. Parmi ceux qui sont arrivés, beaucoup sont morts de fièvres et de la dureté du climat. Sur environ 30 000 soudanais amenés à Assouan en 1822 et 1823, seuls 3 000 ont survécu.
Après 1823, la priorité de Muhammad Ali est de réduire le coût de la garnison du Soudan, où 10 000 fantassins égyptiens et 9 000 cavaliers sont engagés. Les Égyptiens utilisent de plus en plus les soldats soudanais réduits en esclavage pour maintenir leur domination.  Un ratio  établit que le Soudan fournisse 3 000 esclaves pour 1 000 soldats envoyés pour le soumettre. Ce ratio n'a pas été atteint car le taux de mortalité des esclaves livrés à Assouan est  élevé.  Les troupes turques et albanaises de Muhammad Ali participant à la campagne du Soudan ne sont pas habituées aux conditions météorologiques de la région et sont atteintes de fièvres et dysenterie faisant surgir des tensions et des demandes de retour en Égypte.  Les difficultés de capturer et de lever une armée d'esclaves  soudanais pendant la campagne incitent Muhammad Ali à recruter  des Égyptiens locaux pour ses forces armées. 
Malgré l'échec  de la création d'armées d'esclaves en Égypte, l'utilisation des Soudanais dans l'agriculture devient  courante sous Muhammad Ali et ses successeurs. L'esclavage agricole est  inconnu en Égypte à cette époque, mais l'expansion rapide de l'agriculture extensive sous Muhammad Ali et  la flambée mondiale du prix du coton provoquée par la guerre civile américaine, sont des facteurs créant des conditions favorables au déploiement d'une main-d'œuvre esclave. Les esclaves travaillent principalement sur les domaines appartenant à Muhammad Ali et aux membres de sa famille, et on estime en 1869 que le Khédive Isma'il et sa famille possèdent 2 000 à 3 000 esclaves sur leurs principaux domaines ainsi que des centaines d'autres dans leurs plantations de canne à sucre en Haute-Égypte. 

## Consolidation
Certains territoires du Soudan moderne et du Soudan du Sud n'ont pas été conquis lors de la conquête de 1822–1824, mais lors de campagnes dans les années suivantes. Celles-ci comprenaient la région de Kassala en 1840,  la région du Haut- Nil Blanc autour de Fashoda en 1855,  Suakin et la côte de la mer Rouge en 1865,  l'Équatoria en 1870,  et le Darfour en 1874. 